# Mont Bœuf
Mont Bœuf är en kulle i den centrala delen av Saint-Martin, cirka 4,9 kilometer öster om huvudorten Marigot. Toppen på Mont Bœuf är 234 meter över havet.